# Openslide
OpenSlide är ett programbibliotek som tillhandahåller ett enkelt gränssnitt till att läsa whole-slide bilder, som är stora, högupplösta bilder som används inom digital patologi. OpenSlide är skrivet i programspråket C, och kan hantera flera olika digitala bildformat.